# Johann Wilhelm Vogel
Johann Wilhelm Vogel (* 16. März 1657 in Ernstroda; † 17. Juli 1723 in Coburg) war ein deutscher Ostindien-Fahrer, Berginspektor und Schriftsteller.

## Leben
Bei der Erkundung des Lebens von Johann Wilhelm Vogel hilft neben seinem Reisebuch die Arbeit „Leben und Schicksale des berühmten Reisebeschreibers Johann Wilhelm Vogel“, die sein Ururenkel J. H. M. Ernesti 1812 publizierte. Vogel stammte aus „Ernstroda im Amte Reinhardsbrunn“. Finanzielle Gründe veranlassten ihn 1674 zum Abbruch der Gymnasialausbildung. Zunächst ging er als Schreiber zur fürstlichen Kammer, wo er sich so gut anließ, dass ihn der Kammerschreiber nebenher in der „Probierkunst“ (Chemische Analytik) unterrichtete. Trotz dieser gesicherten Position konnte er der „Begierde frembde Länder und in selbigen Gottes wunderbarliche Allmacht an allerhand Gewächsen, Früchten und Thieren zu betrachten, einfolglich auch anderer Völcker Sitten und Gebräuche zu erkundigen“ nicht widerstehen. 1678 brach Vogel nach Amsterdam auf und verpflichtete sich bei der niederländischen Ostindien-Kompanie (VOC) auf fünf Jahre.
Nach der Ankunft in Batavia im Juli 1679 wurde er zusammen mit wallonischen Bergleuten und zwei Bergmeistern zu den Goldbergwerken von Sillida (heute Painan) an der Westküste Sumatras geschickt, wo er das Labor betreiben sollte. Doch er hatte sich die Ruhr zugezogen, und im August 1680 machte ihm eine fiebrige Erkrankung so sehr zu schaffen, dass er auf Anraten des Arztes Herman Niklas Grim im Januar 1681 nach Batavia zurückgebracht wurde. Dank einer einheimischen Ärztin kam er wieder zu Kräften. Eigentlich wollte er bei der nächsten Gelegenheit nach Europa zurückkehren, doch im Juli jenes Jahres traf der kursächsische Bergbeamte Dr. Benjamin Olitzsch ein, und Vogel wurde gedrängt, mit diesem, dem Bergschreiber Elias Hesse und zwanzig weiteren deutschen Fachleuten erneut nach Sillida zu ziehen. Olitzsch war während der Anfahrt aus Europa erkrankt, hatte seine Frau und einen Sohn verloren. Das Klima Sumatras beschleunigte den Zerfall. Er starb im Mai 1682, nachdem er Vogel zum Nachfolger bestimmt hatte. Elias Hesse und Olitzschens zweiter Sohn Theodor kehrten nach Dresden zurück.
Auch Vogel bat um Entlassung aus dem Dienst, doch da niemand an seiner Stelle die Leitung des Bergwerks übernehmen konnte, musste er bis September 1687 ausharren. Ende Oktober des folgenden Jahres erreichte er schließlich Gotha. Anfang 1690 wurde er nach langem Warten als Fürstlich Sächsischer „Berg-Inspectore zu Gotha und Saalfeldt“ eingestellt. 1694 publizierte er einen „Rechen-Knecht“, was ihm im folgenden Jahr zusätzlich die Position eines Kammerschreibers in Altenburg eintrug. Ungeachtet der beruflichen Belastungen verfasste er weitere Schriften. Ernesti erwähnt mehrere Manuskriptbände, die ein „widriges Schicksal“ hätten: drei Folianten zur Landesverfassung der drei Fürstentümer Sachsen-Gotha, Sachsen-Coburg und Sachsen-Meiningen und zwei Folianten zum Münzwesen.
Vogels Reisebuch zählt zu den stilistisch besseren Werken dieser Kategorie. Es war 1690 erschienen und hatte seine Einstellung in den fürstlichen Dienst befördert. Die Resonanz der Leser regte Vogel an, den Text zu überarbeiten und in drei Teilen geordnet 1704 erneut zu publizieren. Eine weitere Auflage dieser revidierten Version erschien 1716. Mit seiner Gesundheit stand es seit 1709 nicht zum Besten, doch wieder zog sich die Suche nach einem geeigneten Nachfolger in die Länge. Vogel starb 1723 in Coburg.
Ein Gutteil der landeskundlichen Beschreibungen seines Journals, das weite Bereiche des Einzugsgebietes der VOC abdeckt, zehrt von anderen Büchern. Das Titelbild mit Krokodil, Elefant, Nashorn, Vulkan und kämpfenden Einheimischen ist sicher das Produkt eines deutschen Kupferstechers. Aus Vogels Feder stammt jedoch die Abbildung des Bergwerks Sillida Tambang an der Westküste Sumatras.

## Werke
- Johann Wilhelm Vogels Gewesenen Fendrichs/ etc. in Dienst der Niederländischen Ost-Indianischen Compagnie Diarium Oder Journal Seiner gethanen Reise aus Teutschland nach Holland u. Ost-Indien. Worbey angefüget Eine kurtze und warhaffte Beschreibung Der vornemsten Ost-Indianischen Königreiche u. Oerter/ derselben Gewächse/ Manieren/ Sitten/ Glauben/ Kleidertrachten/ Müntz/ Maaß/ Gewicht etc. Theils aus eigener Erfahrung/ theils aber aus vielen mit vornehmen Bedienten in India geführten Discursen aufgezeichnet/ und jetzo auf etlicher guten Freunde Ansuchen zum Druck gegeben. Frankfurt und Leipzig: Friedrich Groschuff, 1690.(zugleich Frankfurt / Gotha: Boëtius, 1690)
- Der vollständige und Zu allerhand vorfallenden Rechnungen geschickt und fertige Rechen-Knecht: In vier Theile abgetheilet/ … vorstellet und in sich beschliest; Mit grossem Fleiß/ so wol auf Reichsthaler als Meißnische Gülden von der kleinesten bis auf die gröste Sorte/ aufs genaueste ausgerechnet/ und Nebst einem Anhange/ Worinnen zu befinden: 1. Der Lehn-Knecht. 2. Unterschiedliche bey Fürstl. Ampts und andern Rechnungen vorfallende Taxa im Gewicht. 3. Der Ziegel-Hütten-Knecht. 4. Der Vorwercks-Verwalter/ Allen Rechnungs-Beampten/ Kauf- und Handels-Leuten/ wie auch Bergwercks- Hütten- Müntz- und Kriegs-Bedienten/ und sonst jedermänniglich zu sonderbahren Nutzen zum Druck befördert von Johann Wilhelm Vogeln/ Fürstl. Sächs. Berg-Inspectore zu Gotha und Saalfeldt. Gotha : Reyher, 1694
- Johann Wilhelm Vogels Gewesenen Fähndrichs und Bergmeisters / im Dienst der E. Niederl. Ost=Indischen Compagnie, anietzo aber F.S. Cammerschreibers und Berg=Inspectoris zu Altenburg / Zehen=Jährige Ost=Indianische Reise=beschreibung […] Alles so wohl aus eigener Erfahrung als vielen in Indien geführten Discursen von demselben aufrichtig beschrieben und nebst einem Register nunmehro zum Druck befördert. Altenburg: Johann Ludwig Richter, 1704.